# Uanhenga Xitu
Uanhenga Xitu (pseudonym för Agostinho André Mendes de Carvalho), född 29 augusti 1941 i Ícolo e Bengo, Angola, död 13 februari 2014 i Luanda var sjukskötare, politiker och författare.

## Biografi
Xitu utbildade sig till sjukskötare. 1959 arresterade PIDE honom för att ha deltagit i underjordiskt politiskt arbete. En militärdomstol dömde Xitu till 12 års fängelse och han sändes 1962 till koncentrationslägret Tarrafal på Kap Verdeöarna. I fängelset började han beskriva sina upplevelser och berättelser. Efter Angolas självständighet 1975 blev Xitu hälsominister, guvernör i provinsen Luanda, ambassadör i Tyskland riksdagsman i Angolas nationalförsamling.
Xitu dog 13 februari 2014 i sitt hem i Luanda.